# 美米村
美米村（みこめむら）は、愛知県八名郡にかつて存在した村。
現在の豊橋市の一部（石巻町・多米町など）に該当する。
約3年で分立し、元の村に戻った。

## 歴史
- 1878年（明治11年） - 
  - 多米村と赤岩村が合併し、多米村となる。
  - 神郷村、金田村が合併し、三輪村となる。
- 1889年（明治22年）10月1日 - 多米村と三輪村が合併し、美米村が発足。
- 1892年（明治25年）12月23日 - 多米村と三輪村に分立し、廃止。